# محمد علي الحسيني
محمد علي الحسيني (مواليد 1 مايو 1974) باحث ومحاضر إسلامي شيعي لبناني يحمل الجنسية السعودية، ويشغل منصب الأمين العام الحالي للمجلس الإسلامي العربي في لبنان. وله أكثر من سبعين كتاباً، ويتميز بمواقفه الفكرية والسياسية الوحدوية الداعية للوحدة بين السنة والشيعة. ومن مؤلفاته: (نحو إسلام معتدل)، و(خطورة الصراعات الطائفية وسبل مواجهتها). كان داعما لحزب الله في بداياته، لكن أصبح معاديا للحزب فيما بعد، ومتبنيا لوجهة النظر الإسرائيلية، ومتهما عدة مرات بالتخابر مع إسرائيل.

## سيرته
ولد محمد علي اسماعيل الحسيني بتاريخ 1 مايو 1974 في قرية الغبيري في الضاحية الجنوبية لبيروت محلة بئر العبد، ويُعتبر من أكثر الشخصيات التي تدعو إلى الوحدة بين السنة والشيعة، من خلال مشاركته في المؤتمرات الإسلامية والدعوة للحوار المفتوح، حيث يسعي الي بناء جسور الثقة بين المذاهب المختلفة، من بوابة أن الإسلام يتسع للجميع وأن الاختلاف الفقهي لا يجب أن يقود إلى الصراعات، إلى جانب دوره في توحيد الصفوف الإسلامية، وقد شارك في العديد من الحوارات بين الأديان، داعيا على أهمية التعايش والتسامح بين جميع الأديان السماوية وإيجاد قواسم مشتركة بين الأديان المختلفة لتعزيز السلام العالمي.
يدعو محمد علي الحسيني إلى الرجوع إلى النصوص مباشرة بما تحتويه من قواعد أصولية ولغوية وأدبية. كما نص في كتابه "نحو إسلام معتدل".
كما طرح أفكارا سياسية كجزء من رؤيته الدينية وتجديد الخطاب الديني. وربما يفسر ذلك تقاربه مع المملكة العربية السعودية.

## اتهامات
حُكم عليه بالسجن 5 سنوات من قبل المحكمة العسكرية في لبنان عام 2012 بتهمة محاولة التخابر مع إسرائيل، وفي رسالة من سجنه في رومية ببيروت، نفى السيد الحسيني وجود أي علاقة أو روابط تربطه مع إسرائيل، مؤكدا عدم وجود أي أدلة تثبت صحة الاتهامات الموجهة له. وقال : « إن الحكم عليه اليوم هو حكم سياسي إرضاء لإيران..»، إلا أنه وقبل الحكم عليه أصدرت المحكمة العسكرية في لبنان بتاريخ 2011/8/10 قرارا بوقف محاكمته لعدم وجود أدلة تدينه أو تربطه بدول معادية، قبل أن يستأنف حزب الله على القرار لتحكم المحكمة بسجنه وينفذ العقوبة.

## الحرب على غزة ولبنان
يعتبر محمد على الحسيني متبنيا لوجهة النظر التي تروج برواية جيش الاحتلال الإسرائيلي، فقد حمل المقاومة مسؤولية قتل المدنيين في غزة، وهدد أبا عبيدة المتحدث باسم كتائب القسام، كما أنه هاجم حزب الله وتوقع استكمال استهداف القيادات من قبل جيش الاحتلال الإسرائيلي. وقال في إحدى لقاءاته أنه يصدق جيش الاحتلال الإسرائيلي أكثر من حزب الله اللبناني. يأتي ذلك في ظل قتل ما يقرب ٢٥٠٠ مدنيا في لبنان، وما يزيد عن ٤٢,٠٠٠ فلسطيني.

فضلا عن أن قناة العربية تعتبر أحد القنوات الداعمة للرواية الإسرائيلية ضمن مجموعة قنوات MBC السعودية والتي نشرت فيديو ترويجي تدعي في أن قيادات المقاومة إرهابية.
توقع محمد الحسيني استهداف الأمين العام الثالث السابق لحزب الله حسن نصر الله إذ دعاه إلى كتابة وصيته قبل فوات الأوان، موجها حديثه له: «إجمع شملك وأعهد عهدك وأكتب وصيتك..».

## الجنسية السعودية
مُنح محمد الحسيني الجنسية السعودية بناءً على أمرٍ ملكيٍّ صدر في 15 نوفمبر 2021، وعلّق الحسيني قائلًا: «أعاهد الله تعالى بان أعمل بجد وصدق وإخلاص لخدمة بلادي العظيمة المملكة العربية السعودية، أدين بالحب والوفاء والسمع والطاعة والولاء لقائد مسيرة الوطن سيدي خادم الحرمين الشريفين الملك سلمان بن عبد العزيز وسمو سيدي ولي عهده الأمير محمد بن سلمان أيدهم الله تعالى..».

## المؤلفات
| الكتاب                                          | سنة النشر | ملاحظات |
| ----------------------------------------------- | --------- | ------- |
| الفكر والدين في رؤية 2030                       | 2022      | [ 13 ]  |
| فقة الوحدة الإسلامية                            | 2022      | [ 14 ]  |
| وذكّر بالحج                                      | 2018      | [ 15 ]  |
| الانتخابات النيابية ومسؤوليتنا الوطنية والشرعية | 2018      |         |
| نحو إسلام معتدل                                 | 2017      | [ 16 ]  |
| أصالة الاعتدال والوسطية في الإسلام              | 2017      | [ 17 ]  |
| خطورة الصراعات الطائفية وسبل مواجهتها           | 2016      | [ 18 ]  |
| السنة والشيعة والجامع المشترك                   | 2006      |         |

## وصلات خارجية
- الموقع الرسمي